# Relevant Magazine
Relevante (geralmente denominada RELEVANT ) é uma revista bimestral de estilo de vida cristão que explora a interseção entre fé e cultura pop . Seu slogan é "Deus, vida e cultura progressiva". A revista é publicada pelo Relevant Media Group, com uma circulação distribuída média de 70.000 cópias. De acordo com um estudo demográfico de 2012, 86% dos assinantes da Relevant têm entre 18 e 39 anos (a idade média do assinante é 27). A presença na web da revista, relevantesmagazine.com, foi lançada em 2002 com o boletim de e-mail "850 Words of Relevant" (agora chamado "Relevant This Week"). Relevant lançou sua edição interativa para iPad em setembro de 2011. O site consiste em notícias diárias, resenhas e conteúdo original e exclusivo de colaboradores, e em 2012 obteve uma média de mais de 500.000 visitantes por mês.

## História
A revista e o site são produtos do Relevant Media Group, fundado por Cameron Strang, filho da editora Charisma Magazine e CEO da Strang Communications, Stephen Strang, em junho de 2001. Antes de formar sua própria empresa, Strang ocupou o cargo de editor-gerente da Voxcorp, que produziu a revista 7ball e outras. O Relevant Media Group publicou Relevant Books de 2001-2006 e lançou 85 títulos. Seu terceiro livro, lançado em outubro de 2001, foi "Walk On", um livro que examina a fé e a jornada espiritual da banda U2 . Este livro ficou na lista dos 100 melhores na Amazon.com .
A revista Relevant foi publicada pela primeira vez em março de 2003. De uma perspectiva sociológica, um crítico chamou a publicação de "o equivalente da mídia de massa ao alcance no skate". É distribuído nacionalmente na Barnes & Noble e em outros varejistas, e é um dos mais vendidos na cadeia de livrarias da Christian Family . Revistas cristãs semelhantes disponíveis hoje na Internet incluem a G-Code Magazine, que se concentra nos empresários e na comunidade empresarial cristã e no Christianity Today .
Nos seus primeiros anos, contribuíram para a revista impressa John Fischer, Dan Haseltine ( jarros de barro ), Don Chaffer ( Waterdeep ) e Dan Buck. Relevante publica artigos sobre fé, vida nos seus 20 e 30 anos, justiça social e entrevistas com músicos e autores como Donald Miller, Bob Goff, The Avett Brothers, Rob Bell e The Civil Wars . Nos seus primeiros anos, contribuíram para a revista impressa John Fischer, Dan Haseltine ( jarros de barro ), Don Chaffer ( Waterdeep ) e Dan Buck. Relevante publica artigos sobre fé, vida nos seus 20 e 30 anos, justiça social e entrevistas com músicos e autores como Donald Miller, Bob Goff, The Avett Brothers, Rob Bell e The Civil Wars.
Em 2005, o Relevant Media Group criou uma revista feminina, a Radiant, que publicou 12 edições de 2005-2007.
Em 2008, o Relevant Media Group lançou uma revista para os líderes da igreja, Neue.
Em 2011, a Relevant lançou uma revista semestral gratuita de justiça social, Reject Apathy . Está incluído nas assinaturas relevantes e tem uma distribuição total de 150.000 cópias.
Relevant lançou sua edição interativa para iPad em setembro de 2011.

## Relevantmagazine.com
O site é atualizado diariamente e é uma contrapartida da revista. Inclui recursos diários, notícias ("fatias"), colunas, resenhas e recursos como "The Drop"  e "RELEVANT.tv".

## Podcast Relevant
A revista Relevant publica um podcast no iTunes toda sexta-feira. Sua audiência semanal alcançou 100.000 em 2012.
A partir de maio de 2018, o Podcast Relevante passou para uma programação duas vezes por semana, com um novo episódio todas as quartas e sextas-feiras.